# GSAT-12
O GSAT-12 é um satélite de comunicação geoestacionário indiano da série GSAT que está localizado na posição orbital de 83 graus de longitude leste, ele foi construído e também é operado pela Organização Indiana de Pesquisa Espacial (ISRO). O satélite foi baseado na plataforma I-1K (I-1000) Bus e sua expectativa de vida útil é de 7 anos.

## Objetivo
O GSAT-12 é considerado o substituto do antigo satélite INSAT-3B. Ele fornece serviços como tele-educação, telemedicina, apoio à gestão de desastres e acesso à internet via satélite.

## Lançamento
O satélite foi lançado com sucesso ao espaço no dia 15 de julho de 2011, às 11:18 UTC, abordo de um foguete PSLV-XL C17 a partir do Centro Espacial de Satish Dhawan, na Índia. Ele tinha uma massa de lançamento de 1.412 kg.

## Capacidade e cobertura
O GSAT-12 é equipado com 12 transponders em banda C e 30 em banda Ku para fornecer serviços de tele-educação, telemedicina e apoiar centros de recursos em aldeias.